# Cylinder Cyrusa

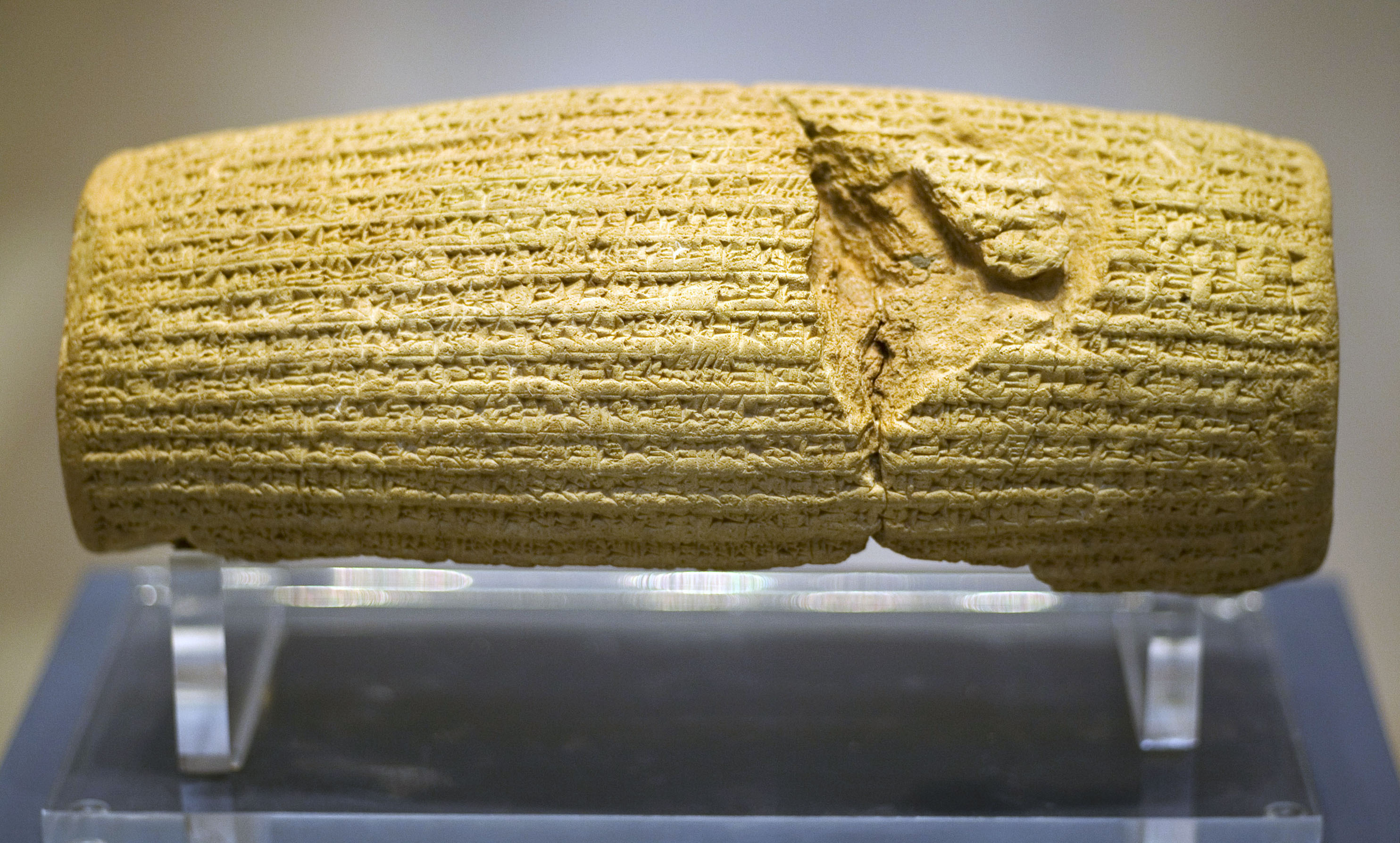
Cylinder Cyrusa wystawiony w londyńskim British Museum

Cylinder Cyrusa, cylinder Cyrusa Wielkiego – wyoblony walec gliniany, na którym król perski Cyrus II Wielki nakazał wyryć pismem klinowym napisy stanowiące jego deklarację polityczną po zajęciu Babilonu.
Obiekt ten odkrył w 1879 archeolog Hormuzda Rassama w fundamentach E-sagili (świątyni Marduka w Babilonie). Zabytek obecnie znajduje się w Muzeum Brytyjskim w Londynie (BM 90920).

## Kontekst historyczny
5 października 539 roku p.n.e. według kalendarza gregoriańskiego (11 października kalendarza juliańskiego) perskie wojska zajęły miasto Babilon, nie napotkawszy oporu. 29 października do miasta wkroczył sam Cyrus, przyjmując przy tym tytuł „król Babilonu, król Sumeru i Akkadu, król czterech krańców świata”.
Z tej okazji w fundamentach ścian świątyni Marduka w Babilonie złożony został jako depozyt fundacyjny gliniany walec.

## Opis i zawartość
Tekst spisany na walcu składa się z dwu fragmentów, znanych jako „A” (linie 1–35, wielkości 23×8 cm) oraz „B” (linie 36–45, wielkości 8,6×5,6 cm). Obecnie obie części znajdują się w British Museum, choć część „B” przez pewien czas była przechowywana na Uniwersytecie Yale.
Zawartość cylindra dzieli się na sześć części:
1. linie 1–19: opis zbrodni króla Nabonida, a także o tym, jak bóg Marduk rozglądał się za nowym królem i wybrał Cyrusa
2. linie 20–22: królewski protokół i wywód genealogiczny
3. linie 22–34: nastanie pokoju, a także o tym, jak przywrócono kulty bogów i pozwolono im wrócić do swych świątyń
4. linie 34–35: Cyrus modli się do Marduka o opiekę nad sobą i swym synem Kambyzesem
5. linie 36–37: komentarz o tym, że w imperium powodzi się dobrze
6. linie 38–45: o fundowaniu budowli w Babilonie

### Wybrane ustępy
...Kult Marduka, króla bogów Nabonid obrócił w jego abominację. Co dzień czynił zło przeciw jego miastu [Babilon]... On zaś [Marduk] rozglądał się i patrzył po wszystkich krainach szukając prawego władcy, który prowadzałby [go] [w dorocznej procesji]. I wyrzekł imię Cyrusa, króla Anszan, obwieszczając go władcą całego świata...
...Jam jest Cyrus, król świata, wielki król, prawowity król, król Babilonu, król Sumeru i Akkadu, król czterech krańców [świata], syn Kambyzesa, wielkiego króla, króla Anszan, prawnuk Cyrusa, wielkiego króla, króla Anszan, potomek Teispesa, wielkiego króla, króla Anszan, z rodziny, która zawsze królowała, którego rządy kochają Bel [Marduk] i Nebo, których serca chce jako król zadowolić...
...Nie zezwoliłem nikomu nękać [żadnego miejsca] w Sumerze ni w Akkadzie. Pożądałem pokoju w Babilonie i wszystkich jego świętych miastach. Dla mieszkańców Babilonu zniosłem pracę przymusową. Do Niniwy, Aszur i Suzy, Akkadu, Esznunny, Zamban, Me-Turnu i Der aż po ziemie Gutejów, przywróciłem tym świętym miastom na drugiej stronie Tygrysu sanktuaria, które leżały w ruinie od długiego czasu, posągi, które ongi w nich żyły i ustanowiłem im stałe sanktuaria. Zebrałem też wszystkich ich [byłych] mieszkańców i przywróciłem im.